# Karl Lehrer
Karl Lehrer (* 14. September 1905 in Berlin; † 27. Juni 1949 ebenda) war ein deutscher Gewerkschafter und Politiker (SPD).

## Leben
Karl Lehrer besuchte eine Volksschule und machte eine kaufmännische Lehre, später besuchte er eine kaufmännische Fachschule. 1925 trat er der Sozialdemokratischen Partei Deutschlands (SPD) und auch dem Zentralverband der Angestellten (ZdA) bei. Er wurde kaufmännischer Angestellter und wechselte 1930 als Gewerkschaftssekretär zum ZdA, Ortsgruppe Groß-Berlin. Im Rahmen der „Zerschlagung der Gewerkschaften“ durch die Nationalsozialisten wurde Lehrer Anfang Mai 1933 entlassen. Es folgte für ihn eine Zeit längerer Erwerbslosigkeit. Von 1936 bis 1945 war er Angestellter beim „Deutschen Kunstseiden-Syndikat“.
Nach Ende des Zweiten Weltkrieges war Lehrer 1945 Mitbegründer des Freien Deutschen Gewerkschaftsbunds (FDGB) in Groß-Berlin und wurde  Mitglied seines Vorstandes für den Verband der kaufmännischen und Büro-Angestellten. Im Mai 1948 wechselte Lehrer vom FDGB zu der von ihm mitbegründeten Unabhängigen Gewerkschaftsopposition (UGO). Lehrer wurde Erster Vorsitzender der „Gewerkschaft der kaufmännischen, Büro- und Verwaltungsangestellten“ (GkB) in West-Berlin sowie Mitglied des vorläufigen Vorstandes der UGO. Am 14. August 1948 wurde er in die engere und geschäftsführende Bundesleitung der UGO gewählt, auf dem 1. Bundestag der UGO (22.–24. April 1949) in deren Vorstand.
Nachdem Louise Schroeder aus der Stadtverordnetenversammlung von Groß-Berlin ausgeschieden war, rückte Lehrer im Januar 1947 für sie in das Parlament nach.
Bei der Wahl im Dezember 1948 wurde er in die Stadtverordnetenversammlung gewählt. Lehrer starb jedoch bereits sechs Monate später. Für ihn rückte Otto Flieger nach.